# Khâu Thục Trinh
Khâu Thục Trinh (tiếng Trung: 邱淑貞, tên tiếng Anh: Chingmy Yau, sinh ngày 16 tháng 5 năm 1968) là một cựu nữ diễn viên người Hồng Kông. Cô nổi tiếng vào thập niên 1990, cũng là thời kỳ vàng son của điện ảnh Hồng Kông.

## Thân thế
Khâu Thục Trinh lớn lên tại khu đất số 22, bất động sản Đông Đầu, quận Hoàng Đại Tiên, Cửu Long, Hồng Kông. Sau đó cô theo học tại Trường trung học quân đội cứu thế William, Cao đẳng Hội Vịnh (làm chủ tịch hội học sinh trong thời gian học), và Trường trung học kỷ niệm Trần Thọ Cừ (tốt nghiệp vào năm 1985).

## Sự nghiệp
Năm 1987, cô đăng ký tham gia Hoa hậu Hồng Kông và là thí sinh đầu tiên lọt vào vòng chung kết của cuộc thi. Lúc ấy cô nổi lên là ứng viên nặng ký để giành ngôi quán quân. Tuy nhiên, sau đó cô bị một thí sinh khác là Huỳnh Oanh tố rằng cằm của cô đã trải qua phẫu thuật chỉnh hình. Do lời thanh minh của Khâu không thể dẹp tan cơn bão dư luận, cô đã rút khỏi cuộc thi dưới sự thuyết phục của ban tổ chức.
Sau khi rút khỏi cuộc thi hoa hậu, Khâu Thục Trinh ngay lập tức ký hợp đồng với đài TVB để tham gia vào giới giải trí và nhận lời diễn xuất trong phim truyền hình Sư huynh Tân Trát. Cô bắt đầu tham gia đóng điện ảnh vào năm 1988 và bộ phim đầu tiên mà cô góp mặt là Tối giai tổn hữu với Lưu Đức Hoa, rồi tiếp tục đóng thêm nhiều phim nữa. Năm 1992, Khâu thay đổi hình tượng trong sáng trước đây với màn hóa thân gợi cảm và táo bạo trong Xích loã cao dương và được mệnh danh là "nữ thần gợi cảm"; vai diễn đã đem về cho cô đề cử Nữ diễn viên chính xuất sắc nhất tại lễ trao giải thưởng Điện ảnh Hồng Kông năm 1993. Cô từng đóng trong hàng loạt phim cấp III, song chưa từng khoả thân trong bất cứ bộ phim nào. Hai bộ phim tiếp theo mà Khâu đóng là Bất đạo đức đích lễ vật và Dũ khoái lạc dũ đọa lạc cũng đem về cho cô hai đề Nữ viên chính xuất sắc nhất nữa của giải điện ảnh Hồng Kông. MV ca nhạc Tình duyên ngang trái đóng cùng với Trương Quốc Vinh là lần cuối cùng cô xuất hiện trên màn ảnh.

## Hoạt động từ thiện
Tháng 2 năm 1992, do có dịp cùng công tác trên phim trường với Mai Diễm Phương, Trương Mạn Ngọc, Ngô Quân Như, Lưu Gia Linh, La Mỹ Vi, Tăng Hoa Thiên, Thượng Sơn Thi Nạp và Lam Khiết Anh, họ đã kết thân với nhau và định đăng ký một tổ chức từ thiện dưới tên gọi "Cửu công chúa" để gây quỹ, về sau được đổi tên thành "Cửu long nữ" theo đề xuất của Hoàng Phi.

## Đón nhận
Khâu Thục Trinh cùng với Dương Bảo Linh, Lý Mỹ Phượng và Lâm Dĩnh Nhàn được mệnh danh là "Tứ mỹ nhân vô tuyến". Ngoài ra, cô cùng với Thôi Gia Bảo, Ngô Vịnh Hồng, Lý Uyển Hoa, Thiệu Trọng Hành, Quách Phú Thành, Lý Trung Ninh, Lý Diệu Kính và Hồ Việt Sơn được coi là "Thập tinh ngân hà" trên màn ảnh.

## Đời tư
Ngày 31 tháng 10 năm 1999, Khâu Thục Trinh kết hôn với Thẩm Gia Vĩ, nhà sáng lập công ty thời trang I.T của Hồng Kông. Cô ngay lập tức giải nghệ diễn xuất và hiếm khi xuất hiện trước công chúng, cặp đôi có với nhau ba cô con gái. Sau khi kết hôn, tài sản ròng của cô tăng lên nhanh chóng và cô tiếp tục mở rộng chi nhánh kinh doanh của I.T. Qua đó Khâu được mệnh danh là "Nữ diễn viên giàu có hàng đầu của Hương Cảng".

## Danh sách phim

### Điện ảnh
† Dựa trên tựa gốc phim ở Hồng Kông
| Năm  | Tựa phim                                             | Vai diễn                       | Bạn diễn |
| ---- | ---------------------------------------------------- | ------------------------------ | --- |
| 1988 | Tối giai tổn hữu                                     | Khuất Đậu Đậu                  | Quan Chi Lâm, Lưu Đức Hoa, Phùng Thối Phàm, Trần Bách Tường, Tào Tra Lý, Ngô Quân Như, Thành Khuê An                           |
| 1988 | Tối giai tổn hữu sấm tình quan                       | Khuất Đậu Đậu                  | Quan Chi Lâm, Lưu Đức Hoa, Phùng Thối Phàm, Trần Bách Tường, Tào Tra Lý, Ngô Quân Như, Thành Khuê An                           |
| 1988 | Cầu ái cảm tử đội                                    | Tiểu Bối Bối                   | Trương Mạn Ngọc |
| 1988 | Tràng tà tiên sinh                                   | Oa Oa                          | Chung Trấn Đào |
| 1989 | Tương kiến hảo                                       | Bạn của Chung Sở Hồng          | Chung Trấn Đào, Chung Sở Hồng                                                                                                  |
| 1989 | Tình trang truy nữ tử 3: Lang chi nhất tộc           | A Trinh                        | Trương Mẫn, Thành Khuê An, Lưu Đức Hoa, Phùng Thối Phàm, Hoàng Tiên, Trịnh Đan Thụy, Vương Tinh                                |
| 1989 | Bát bảo kỳ binh                                      | Đồng Trinh                     | Trương Diệu Dương, Tăng Chí Vỹ, Tiền Tiểu Hào, Ngô Quân Như                                                                    |
| 1989 | Phát đạt tiên sinh                                   | A Trinh                        | Trần Hữu, Kiều Hoành |
| 1989 | Công ty hữu hạn Hoa Quỷ                              | A Linh                         | Trần Bách Tường, Ngô Quân Như                                                                                                  |
| 1989 | Tối giai nam bằng hữu                                | Y sinh                         | Lâm Tử Tường, Trịnh Dụ Linh |
| 1990 | Hoa quỷ trú chính cách ly                            | Tiểu muội                      | Trần Bách Tường, Mai Tiểu Huệ, Diệp Tử My、Trương Mẫn, Khâu Nguyệt Thanh, Tào Tra Lý, Chung Phát, Huỳnh Tịnh Hoa, Lạc Ứng Quân |
| 1991 | Chuyên gia doanh tiền                                | Cao Đậu Đậu                    | Lâm Chính Anh, Ngô Mạnh Đạt, Vương Tinh, Ngô Quân Như                                                                          |
| 1991 | Chuyên gia xảo quyệt                                 | Banana Fung                    | Lưu Đức Hoa |
| 1991 | Ngũ ức thám trưởng lỗi lạc truyện                    | A Hà                           | Lưu Đức Hoa |
| 1991 | Ngũ ức thám trưởng lỗi lạc truyện 2: Phụ tử tình cừu | A Hà                           | Lưu Đức Hoa |
| 1992 | Đổ thành đại hanh: Tân ca truyện kỳ                  | A muội                         | Lưu Đức Hoa |
| 1992 | Đổ thành đại hanh 2: Chí tôn vô địch                 | A muội                         | Lưu Đức Hoa |
| 1992 | Lộc Đỉnh ký                                          | Công chúa Kiến Ninh            | Châu Tinh Trì, Trương Mẫn, Ôn Triệu Luân                                                                                       |
| 1992 | Lộc Đỉnh ký 2: Thần long giáo                        | Công chúa Kiến Ninh            | Châu Tinh Trì, Lâm Thanh Hà, Ôn Triệu Luân, Thang Trấn Nghiệp, Tần Phái, Nhậm Thế Quan                                         |
| 1992 | Đào học anh hùng truyện                              | Quan Đức Khanh Ngô Tiểu Nguyên | Quách Phú Thành, Trương Mẫn |
| 1992 | Nữ hắc hiệp Hoàng Anh                                | A Trinh                        | Trương Học Hữu, Trương Mẫn |
| 1992 | Phún hỏa nữ lang                                     | Vân Vân                        | Trịnh Đan Thụy, Diệp Đức Nhàn                                                                                                  |
| 1992 | Xích loã cao dương                                   | Miêu Tử (Tiểu Miêu)            | Nhậm Đạt Hoa, Diêu Vỹ, Ngô Gia Lệ                                                                                              |
| 1993 | Thiên diện thiên vương                               | A Tín                          | Quách Phú Thành, Ngô Mạnh Đạt, Trương Mạn Ngọc, Ôn Triệu Luân                                                                  |
| 1993 | Thành thị lạp nhân                                   | Nha Tử                         | Thành Long, Lê Minh, Vương Tổ Hiền, Hậu Đằng Cửu Mỹ Tử                                                                         |
| 1993 | Tiếu hiệp Sở Lưu Hương                               | Vô Hoa                         | Quách Phú Thành, Viên Vịnh Nghi, Lý Lệ Trân, Ôn Triệu Luân                                                                     |
| 1993 | Hương cảng kỳ án: Cường giang                        | Khâu Nhược Nam                 | Nhậm Đạt Hoa, Ngô Tuyết Văn, Trịnh Hạo Nam                                                                                     |
| 1993 | Siêu cấp học hiệu Bá Vương                           | Em gái của Thái Hùng           | Lưu Đức Hoa, Trương Học Hữu, Nhậm Đạt Hoa, Trịnh Y Kiện, Trương Vệ Kiện, Ngô Diệu Hán, Uyển Quỳnh Đan                          |
| 1993 | Nhân bì đăng lung                                    | Tiểu Phù Dung                  | Lương Gia Huy, Trương Diệu Dương                                                                                               |
| 1993 | Truy nam tử                                          | Trình Tiểu Tây                 | Trịnh Y Kiện, Lâm Thanh Hà, Trương Mạn Ngọc, Ngô Diệu Hán, Lâm Chí Dĩnh, Trương Học Hữu                                        |
| 1993 | Ỷ Thiên Đồ Long ký: Ma giáo giáo chủ                 | Tiểu Chiêu                     | Lý Liên Kiệt, Trương Mẫn, Hồng Kim Bảo, Ngô Trấn Vũ                                                                            |
| 1993 | Vũ dạ thiên ma'                                      | Nữ Cảnh                        | Ngô Trấn Vũ |
| 1994 | Hồng Hy Quan                                         | Hồng Đậu                       | Lý Liên Kiệt, Tạ Miêu, Diệp Đức Nhàn, Trần Tùng Dũng                                                                           |
| 1994 | Luyến ái đích thiên không                            | Chanel                         | Ngô Quân Như, Chung Lệ Đề, Ngô Gia Lệ, Vương Mẫn Đức                                                                           |
| 1994 | Tân nam hoan nữ ái                                   | BoBo                           | Trịnh Hạo Nam, Lý Uyển Hoa |
| 1994 | Tân anh hùng bản sắc                                 | Lạt Tiêu                       | Trịnh Y Kiện, Lưu Thanh Vân, Lâm Quốc Bân, Vương Mẫn Đức                                                                       |
| 1994 | Đổ thần 2                                            | Hải Đường                      | Châu Nhuận Phát, Lương Gia Huy, Tạ Miêu, Ngô Thiến Liên                                                                        |
| 1994 | Hương Cảng luân hãm                                  | Vọng Đệ                        | Diệp Ngọc Khanh, Thỏa Tông Hoa                                                                                                 |
| 1994 | Từ Hy bí mật sinh hoạt                               | Từ Hy                          | Lương Gia Huy, Vu Vinh Quang                                                                                                   |
| 1995 | Đổ thánh 2: Đối đầu Đổ thánh                         | Duyên Bân                      | Cát Dân Huy, Ngô Mạnh Đạt, Lâm Quốc Bân, Thích Tiểu Long                                                                       |
| 1995 | Bất đạo đức đích lễ vật                              | La Tuyết Nhi                   | Trịnh Y Kiện, Giang Hoa, Lý Huệ Mẫn, Vương Mẫn Đức                                                                             |
| 1995 | Thử đảm long uy                                      | Nhạc Tuệ Trinh                 | Lý Liên Kiệt, Trương Học Hữu                                                                                                   |
| 1995 | Ngã thị nhất cá tặc                                  | Lỗi Chỉ Lan                    | Nhậm Đạt Hoa |
| 1996 | Cảng đốc tối hậu nhất cá bảo tiêu                    | Tiểu Đậu                       | Cát Dân Huy, Châu Văn Kiện, Trần Mạn Na                                                                                        |
| 1996 | Tứ diện hạ oa                                        | Hộ Sĩ                          | Ngô Quân Như |
| 1996 | Du du ái nhĩ                                         | Nghiêm Đông Đông Văn Văn       | Lương Triều Vỹ, Cát Dân Huy |
| 1996 | Cổ hoặc tử 2: Mãnh long quá giang                    | Đinh Dao                       | Trịnh Y Kiện, Trần Tiểu Xuân, Huỳnh Thu Sinh, Trần Hào                                                                         |
| 1996 | Ma quỷ phục hoạt 666                                 | A Chính                        | Chân Tử Đan |
| 1996 | Hồng đăng khu                                        | Đồng Ân                        | Đào Đại Vũ, Nhậm Đạt Hoa, Thư Kỳ                                                                                               |
| 1996 | Bách phân bách Feel                                  | Gobby                          | Trịnh Y Kiện, Trịnh Tú Văn |
| 1997 | Toán tử thảo                                         | Thủy Liên Hoa                  | Châu Tinh Trì, Cát Dân Huy |
| 1998 | Dũ khoái lạc dũ đọa lạc                              | Nguyệt Văn                     | Trần Cẩm Hồng, Kha Vũ Luân |

### Truyền hình
| Năm  | Tựa phim                                | Vai diễn         |
| ---- | --------------------------------------- | ---------------- |
| 1987 | Sư huynh Tân Trát 1988                  | Phương Mẫn Doanh |
| 1988 | Thư kích thần thám                      | Trịnh Uyển Hoa   |
| 1988 | Đại đô hội                              | Bí thư           |
| 1988 | Linh ảo thiên sư (truyền hình điện ảnh) |                  |

### MV âm nhạc
| Năm  | Tên                                                                  |
| ---- | -------------------------------------------------------------------- |
| 1992 | Ái tình luyến khúc: Đệ 16 thoại (Tình hãm mộng biên duyên) - Lê Minh |
| 1999 | Tình duyên ngang trái - Trương Quốc Vinh                             |